# 郡司ななえ
郡司 ななえ（ぐんじ ななえ）は、日本の作家、小説家。新潟県高田市生まれ。

## 人物・来歴
新潟県高田市（現・上越市）生まれ。
17歳で発病したベーチェット病により、27歳の時建設会社勤務中に失明。
「共に生きる社会とは何か？」「優しさとはなんだろう」ということをテーマに「盲導犬ベルナのお話の会」を主宰。
『ベルナのしっぽ』は、1998年にドラマ化、2006年に映画化された。

## 著書
- ベルナのしっぽ (イースト・プレス、1996.5)
- ベルナの目はななえさんの目 (童心社、画:織茂恭子、1996.7)
- こんにちは!盲導犬ベルナ 「ななえさんお母さんになる」の巻 (ハート出版、画:高橋貞二、1999.3)
- ガーランドの瞳 愛の盲導犬物語 (イースト・プレス、1999.5)
- がんばれ!盲導犬ベルナ 「ベルナおねえさん大活躍」の巻 (ハート出版、画:高橋貞二、1999.12)
- ペリラの手紙 盲導犬から愛をこめて (朝日ソノラマ、写真:広瀬一美、2000.1)
- さようなら!盲導犬ベルナ 「目の見えない盲導犬」の巻 (ハート出版、画:高橋貞二、2000.7)
- 盲導犬ベルナ物語 (朝日ソノラマ、画:ふじたかずひろ、2001.5)
- 私らしく生きたい 盲導犬とともに歩んで (アールズ出版、2002.4)
- ベルナのおねえさんきねんび (ハート出版、画:日高康志、2002.9)
- そしてベルナは星になった (ナナ・コーポレート・コミュニケーション、2002.12)
- ベルナもほいくえんにいくよ! (ハート出版、画:日高康志、2002.12)
- ベルナとなみだのホットケーキ (ハート出版、画:日高康志、2003.6)
- ボクがベルナのめになるよ! (ハート出版、画:日高康志、2003.12)
- ベルナとみっつのさようなら (ハート出版、画:日高康志、2004.6)
- ガーランドのなみだ (角川書店、2004.6)
- ベルナとガーランド 盲導犬ものがたり (角川書店、画:克本かさね、2004.12)
- 見えなくても…私 盲導犬とともに歩んで (角川書店、画:きたやまようこ、2005.6.25)
- リタイア 盲導犬の老いを見つめて (ハート出版、2005.7)
- 犬たちがくれた「ありがとう」 盲導犬ベルナの仲間たち (角川書店、2008.2)
- ベルナのしっぽ 盲導犬とななえさん (角川書店、画:影山直美、2009.3)
- もうどう犬リーとわんぱく犬サン (PHP研究所、画:城井文、2012.5.13)